# 구즈미촌
구즈미촌(久住村)은 지바현 인바군에 일찍이 존재했던 촌이다. 현재의 나리타시 북부에 해당한다.

## 역사
- 1889년 4월 1일 - 정촌제 시행에 수반해 시모하부군 구즈미촌이 성립하였다.
- 1897년 4월 1일 - 시모하부군이 폐지되어 인바군이 되었다.
- 1954년 3월 31일 - 나리타정, 하부촌, 나카고촌, 고즈촌, 도야마촌, 도요스미촌과 합병해 나리타시가 성립해, 동일 구즈미촌은 폐지되었다.

## 인구
| 1891년 | 2,925 |
| 1904년 | 2,989 |
| 1920년 | 3,236 |
| 1932년 | 3,231 |
| 1950년 | 4,504 |

## 교통

### 철도
- 일본국유철도 (→ 동일본 여객철도)
  - 나리타선

## 참고문헌
- 角川日本地名大辞典編纂委員会『角川日本地名大辞典 12 千葉県』、角川書店、1984年 ISBN 4040011201